# ゼノビア
ゼノビア（ラテン語: Zenobia）は、3世紀に存在したパルミラ帝国の「女王」と呼ばれた人物である。パルミラにあるギリシア語・パルミラ語合璧碑文では、パルミラ語（アラム語パルミラ方言）で「最も傑出した敬虔なる女王、セプティミア＝バト＝ザッバイ」（ ספטמיא בת זבי נהירתא וזדקתא מלכתא spṭmy' bt zby nhyt' w zdqt' mlkt' ）と記されている。

## 生涯

### 前半生
アラビアのベニサマヤド部族の長ザッバイ（Zabaii ben Selim又はJulius Aurelius Zenobius）を父、「Al-Zabba」（長い美しい髪を持つ娘）と称された母の間の娘として240年頃に生まれたとされる。名前はラテン語で「Iulia (or Julia) Aurelia Zenobia」、「アラビア語: الزباء بنت عمرو بن الظرب بن حسان ابن أذينة بن السميدع 」（アルファベット表記：al-Zabba' bint Amr ibn Tharab ibn Hasan ibn 'Adhina ibn al-Samida'）であったが、一般には「ἡ Ζηνοβία」（ギリシア語）、「Zenobia」（ラテン語、結婚後は「Septimia Zenobia」）と呼ばれることとなった。なお、公文書には「Bat-Zabbai」（Al-Zabbaの娘の意味）との表現も見られる。
父・ザッバイの祖先は2世紀後半にローマ市民権を取得したとされ、セプティミウス・セウェルス帝の皇后として知られるユリア・ドムナとも近い関係であったと伝わる。父ザッバイは少なくとも229年にシリアの部族長であった。母はギリシア人だったという説が有力であるが、ゼノビアが古代エジプト語に堪能であったこと及び古来のエジプト文化に大変精通していたことからエジプト出身であったとの見方もある。いずれにせよ、ゼノビアの前半生・出生には不明点が多い。エジプト語以外にもラテン語・ギリシア語・シリア語・アラビア語に通じ、学問にも秀で、側近で哲学者でもあったカッシオス・ロンギノスの指導を受けてホメロスとプラトンの比較論や歴史書を著したとされる（いずれも散逸）。

### パルミラの「女王」

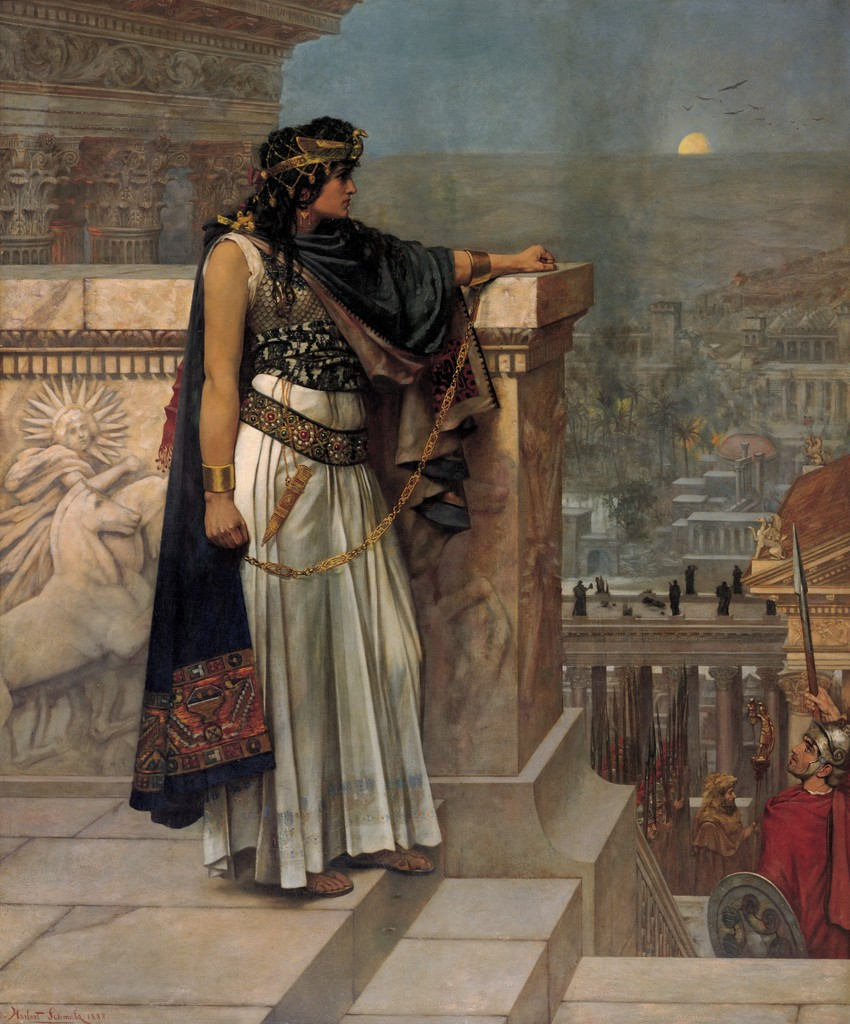
『パルミラ市街を見納めるゼノビア女王』（"Queen Zenobia's Last Look Upon Palmyra"） シュマルツ・ヘルベルト（Herbert Schmalz）による作

ゼノビアの名前が初めて史料に出るのは258年にパルミラ一帯を治める有力者であったセプティミウス・オダエナトゥスの後妻として入った時となる。その後、ゼノビアにとって初子となるルキウス・ユリウス・アウレリウス・セプティミウス・ウァバッラトゥス・アテノドラス（以下ウァバッラトゥス）も生まれた（オダエナトゥスには前妻との間に1子（ヘロデス Hairan が有）。オダエナトゥスはガッリエヌス帝に叛旗を翻して皇帝を僭称したティトゥス・フルウィウス・ユニウス・クィエトゥスの討伐やサーサーン朝の首都クテシフォンへ2度も攻め入る等の功績を挙げてガッリエヌスの信頼を勝ち得た。それら遠征にゼノビアはパルミラ軍に同行しただけでなく、軍装を纏い、その智謀でオダエナトゥスを支えた。
267年にオダエナトゥスが甥・マエオニウス  (Maeonius)  によって暗殺、またヘロディアヌスも同時に殺害され、パルミラはNo.1及び後継者を相次いで失う混乱状態に陥った（ゼノビアが仕組んだともされる）。ゼノビアはウァバッラトゥスをオダエナトゥスの後継者に据えると共に自らはその共同統治者となることで、一連の事態を収拾することに成功した。
ガッリエヌス（在位253年 - 268年）の治世下より上述したような功績もあってガッリエヌスよりローマ帝国東部属州を委任されていたオダエナトゥスは、パルミラを根拠地として既に半独立（パルミラ帝国）の状態であった。西方属州にはガリア帝国が割拠、北方属州へはゴート族等の北方異民族の侵入が相次ぐ中、268年にはガッリエヌスが暗殺された。
ゼノビアはローマの迷走に乗じる格好で「サーサーン朝の侵略からローマ東部属州を護る」という名目で皇帝直轄領アエギュプトゥス（エジプト）及びカッパドキアやパレスティナ、カルケドン等のローマ東部属州・都市に軍を派遣して次々と「領土」を拡大していった。ゼノビアは自らを「エジプトの女王」と称し、またこれらの事件から「戦士女王（Warrior Queen）」とも呼ばれた。実際にゼノビアは騎馬術にも優れた才能を示したという。ゼノビアはカルタゴの女王ディードーやアッシリアの女王セミラミス、プトレマイオス朝のクレオパトラの後継者を自称したとされる。

### ローマとの戦争

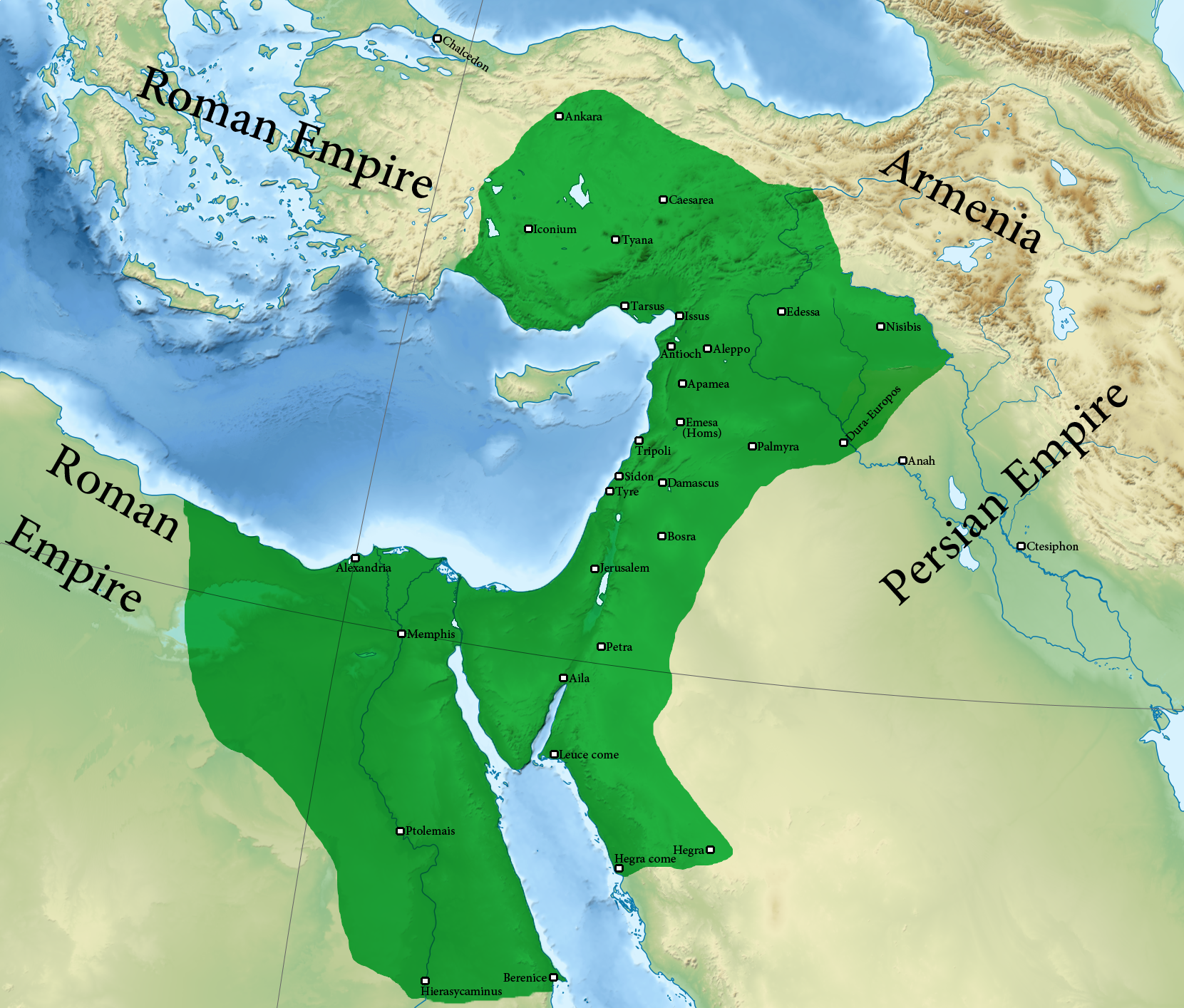
271年のパルミラ版図

270年にローマ皇帝となったルキウス・ドミティウス・アウレリアヌスは北方異民族の侵入を撃退すると、ローマから分離・割拠した西のガリア帝国、東のパルミラ王国に目を向けた。アウレリアヌスはパルミラに降伏を勧告したが、272年にゼノビアはアウグストゥスの女性形であるアウグスタを自称、ウァバッラトゥスにはアウグストゥスを名乗らせると共にこれを記念した貨幣を発行し、ローマに対抗する姿勢を見せた。
同年、アウレリアヌスはパルミラへ親征し、抵抗したビザンティオン等を陥落させた。ゼノビアはウァバッラトゥスと共に軍を率いてローマ軍を迎え撃った。ゼノビア自らが陣頭に立って士気を鼓舞し、戦闘指揮はアエギュプトゥス攻略で活躍したザブダスに委任したが、2度の戦い（アンティオキア近郊及びエメサ）にいずれも大敗を喫し、ウァバッラトゥスは戦死した（捕虜となった後に死亡したともされる）。

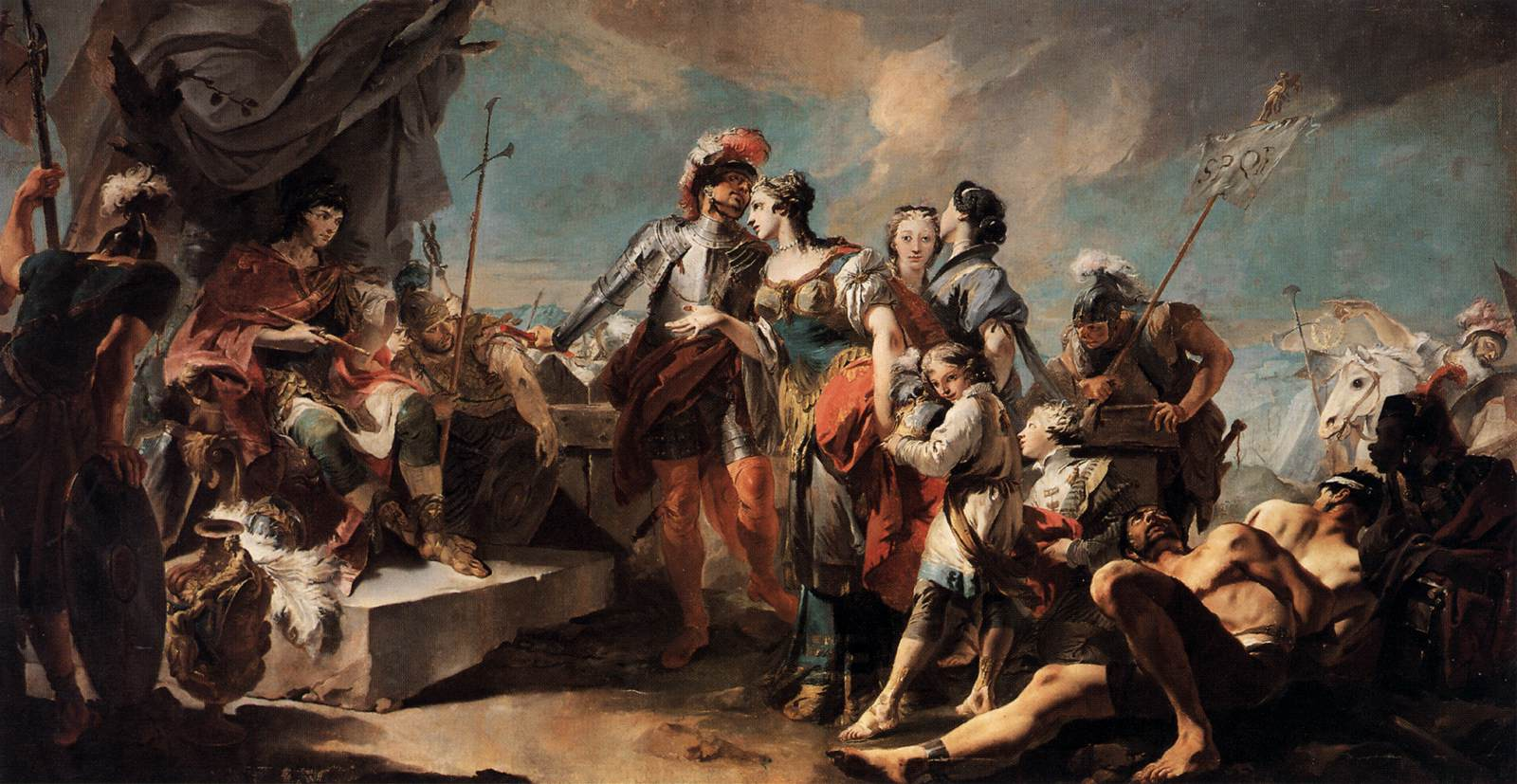
『アウレリアヌスの前に連行されたゼノビア』（"Il trionfo di Aureliano o La regina Zenobia davanti ad Aureliano"） イタリア人画家ジョヴァンニ・バッティスタ・ティエポロによる1717年の作

ゼノビアはパルミラへと逃れて、籠城準備を整えた。ローマ軍はパルミラを包囲したが、兵站線が延びきっていたことに加えて、現住のアラブ人による攻撃が包囲を困難とした。当初、ゼノビアはサーサーン朝からの支援も期待していた。しかしエジプトを攻略したプロブスが軍を率いてパルミラへ到着したため、ローマ軍の兵站線が確保され、軍勢は飛躍的に増加した。敗戦を悟ったゼノビアはペルシアへ逃亡を図ったものの、ユーフラテス川を越える前にローマ軍に捕縛された。弁明の場においてはローマに対する反乱の責任を臣下達に押し付け、自らは命乞いに徹したという。結局、ゼノビアは助命されたが、引き換えに配下の将兵達は処刑された。この後パルミラ市はローマに降伏。273年に王国は瓦解した。

### その後
ゼノビアはローマへと連行され、274年にガリア帝国もローマへ統合したアウレリアヌスの凱旋式（274年）でローマ市内を引き回された。ゼノビアの身体は黄金の鎖で縛られ、ローマ市民への見せ物にされたという。なお、ゾシモスはローマへの連行中にゼノビアが死亡したと伝えている。
凱旋式の後はローマ国内のティブル（現：ティヴォリ）のウィッラ・ハドリアナの近郊に高級な別荘（ヴィラ）を与えられ、社交界でも活躍する等、贅沢に暮らした。また、ゼノビアはローマの元老院議員（名前は伝わっていない）と再婚し、数人の娘（やはり名前は不詳）にも恵まれ、その娘もローマの高貴な身分の人間と結婚したと伝えられる。

## 子孫
ローマにある碑文にはゼノビアの夫（セプティミウス・オダエナトゥス〔Septimius Odaenathus〕）の名を含む「Lucius Septimia Patavinia Balbilla Tyria Nepotilla Odaenathiania」との名称がある。オダエナトゥスにはヘロデス及びウァバッラトゥス以外に子がいないことから、ゼノビア（及びゼノビアの子孫）が夫の名を取って付けられた人物とも考えられる。
5世紀のキリスト教の司教であるフィレンツェの聖ゼノビウス （337年 - 417年） (Zenobius of Florence)  はゼノビアの子孫とされる。

## その他
アウレリアヌスは書簡に「ローマ人は『一女性と戦っているだけ』と（アウレリアヌスを）侮蔑するが、ゼノビアの性格と実力を知らないからである」と書き残した。
18世紀の歴史家エドワード・ギボンは『ローマ帝国衰亡史』の中でゼノビアの美貌について「（ゼノビアがその末裔と自称した）クレオパトラに劣らず、貞潔と勇気は遙かに勝り、全ての女性の内で最も愛らしくそして英雄的とされた。歯は真珠のように白く、大きな黒い両瞳は不思議な輝きに満ち、魅力的な甘美さがこれを和らげていた」と記述、また「オリエント世界で屈指の女傑」と評した。
一方で敗戦後の言動については批判的であり「所詮は女の剛さ、それにはたいてい無理がある。それだけに、一貫して毅然、などという例はまず稀といえる。ゼノビアの勇もまた、裁きの座で崩れた。即刻処刑を、と叫ぶ兵たちの怒声に、さすがの彼女も恐怖に慄え、日ごろ鑑として口にしていたクレオパトラ女王、最後のあの絶望的高貴さすら忘れてしまった。そして事実恥ずべきことに、その名声と同志たちとを代償に、いわば生を願ったことになる。」と多分に侮蔑を込めて記している。
シリアの旧500ポンド紙幣にはゼノビアの肖像が描かれていた。小惑星の(840)ゼノビアはゼノビアに因んで命名された。

## ゼノビアに関係する作品

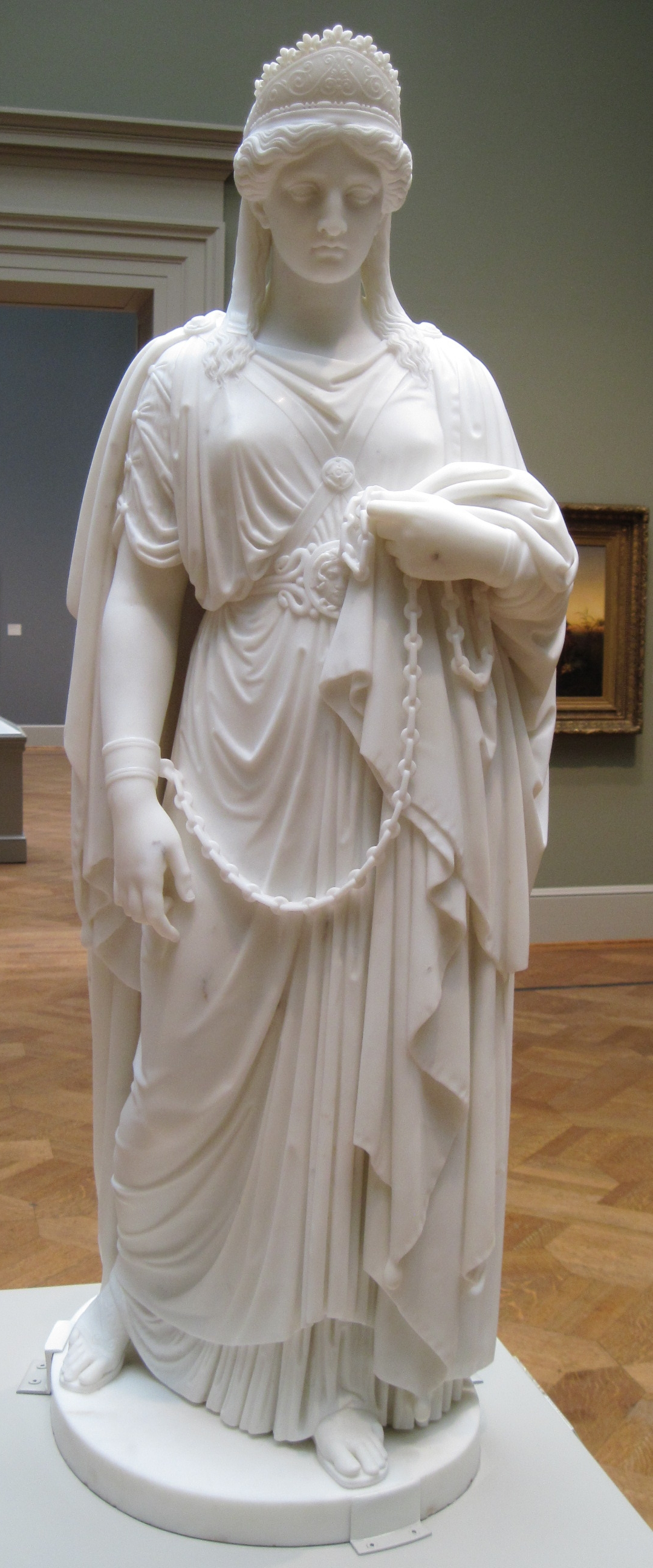
ゼノビア全身像（アメリカの彫刻家ハリエット・ホズマー作）

### 歴史書
- アエリウス・スパルティアヌスほか著、桑山由文・井上文則訳　『ローマ皇帝群像<3>』 京都大学学術出版会
- エドワード・ギボン著　中野好夫訳 『ローマ帝国衰亡史2』、ちくま学芸文庫

### オペラ・戯曲
- 『Zenobia』  トマゾ・アルビノーニ、(1694年)
- 『Zenobia in Palmira』  パスクワーレ・アンフォッシ(en)、(1789年)
- 『Zenobia in Palmira』  ジョヴァンニ・パイジエッロ、(1790年)
- 『パルミラのアウレリアーノ』  ジョアキーノ・ロッシーニ、(1813年)

### ゲーム
- 『バイオハザード リベレーションズ』 - ゲームの舞台である豪華客船の名称として、「クイーン・ゼノビア」「クイーン・セミラミス」「クイーン・ディード」と名付けられている。
- 『信長の野望・嵐世記 with パワーアップキット』 -「諸王の戦い」というシナリオで登場するが、そこでは、「バド・ザッバイ」と名付けられている。
- 『Palmyra（パルミュラ）～熱砂の海と美なる戦姫～』 - ヒロインの一人「バト」として登場する。
- 『Fate/Grand Order』-プレイアブルキャラクターとして登場する。

### ドラマ
- 『科学戦隊ダイナマン』 敵役で途中から登場する女性幹部の名前がゼノビア。

### 関連書籍
- 小玉新次郎 「第9章 パルミラ女王ゼノビア」『隊商都市パルミラの研究』（東洋史研究叢刊之四十八）同朋舎出版, 1994年2月
- 赤羽堯『流砂伝説』文芸春秋,1994年1月　ISBN 4163151907
- 星野之宣 『妖女伝説「砂漠の女王」』（劇画コミックス　集英社）
- 文月今日子 『文月今日子選集10 銀流沙宮殿（ぎんるしゃきゅうでん）』（ミッシィコミックス　宙出版）